# Caspar Borcholt
Caspar Borcholt (* in Lüneburg; † 5. September 1599 in Hildesheim) war erzbischöflich Bremischer, bischöflich Hildesheimischer und fürstlich Lüneburgischer Rat.

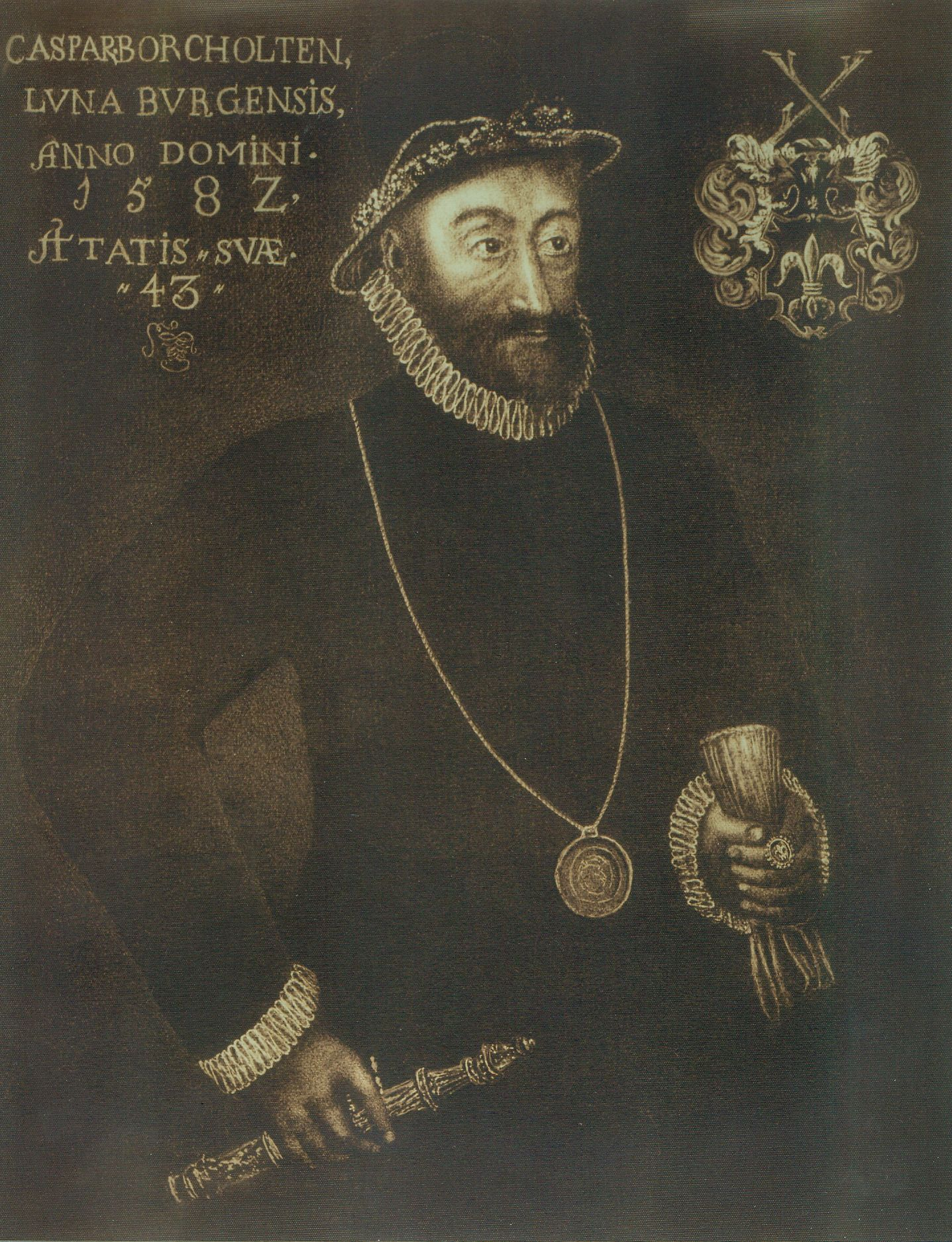
Caspar Borcholt

## Leben
Geboren wurde er als Sohn des späteren Ratsherrn Statius Borcholt (d. Ä.), der 1569 starb, und dessen Frau Hille von der Mühlen. 1587 ließ er das Kaiserhaus als erstes steinernes Haus der Stadt Hildesheim bauen.
Seine Brüder waren der Kanzler von Verden Heinrich Borcholt (1531–1585), der Bürgermeister von Lüneburg (1578–1594) Georg Borcholt († 1600) und der Rostocker Professor Johannes Borcholt (1535–1593).

## Heute
Die Stadt Hildesheim hat einen Caspar-Borcholt-Preis für vorbildliche Architektur ausgelobt. Der Preis soll für gestalterische Leistungen im Bereich des Hochbaus, des Ingenieurbaus, des Garten- und Landschaftsbaus oder des Städtebaus verliehen werden.